# NGC 6542
NGC 6542 (również PGC 61239 lub UGC 11092) – galaktyka spiralna (S0-a), znajdująca się w gwiazdozbiorze Smoka. Odkrył ją Lewis A. Swift 22 lipca 1886 roku.